# Edizioni musicali Acqua azzurra
La Edizioni musicali Acqua azzurra srl è una casa editrice musicale italiana, attualmente in liquidazione. 

## Storia

### La fase di crescita: 1969 - 1980
La casa editrice prendeva il suo nome da una pietra miliare della discografia di Lucio Battisti, il brano Acqua azzurra, acqua chiara. Venne fondata il 5 marzo 1969 a Milano da Mogol e dallo stesso Battisti, per affrancarsi dalle edizioni musicali Ricordi, che detenevano fino a quel momento i diritti d'autore delle edizioni dei brani dei due artisti; nello stesso contesto, per poter gestire direttamente la produzione delle incisioni dei brani su supporto musicale, Mogol e Battisti fondarono, insieme ad alcuni collaboratori, una casa discografica; la Numero Uno, che utilizzava parte delle infrastrutture della RCA Italiana. 
Tra gli autori che hanno lavorato per Acqua Azzurra vi sono Alessandro Colombini, Marva Jan Marrow, Bruno Lauzi, Euro Cristiani, Alberto Radius, Carlo Donida, Italo Salizzato e molti altri.
La casa editrice ha visto il proprio patrimonio generativo (il blocco dei pezzi musicali) crescere fino al 1980, anno di edizione e pubblicazione dell'album "Una giornata uggiosa".

### L'amministrazione del patrimonio: 1980 -
Con le canzoni di tale disco, ultimo di Mogol e Battisti, l'apporto di nuove fonti di introito cessò, e la Acqua Azzurra divenne uno strumento per amministrare le entrate dei pezzi scritti e pubblicati dal 1965 al 1980, ogni volta che fossero utilizzare sotto qualsiasi forma consentita dai detentori dei diritti. Si tratta di un blocco di 123 canzoni contenute in 12 dischi.
Secondo Il Sole 24 ore dal 2005 al 2008 l'azienda ha avuto un fatturato stabile intorno a 1 milione e 50 000 euro. Fatturato e guadagni che sono però in lento - ma continuo - declino. Acqua Azzurra ha chiuso infatti il bilancio 2015 con un valore della produzione derivante dai ricavi delle vendite e delle prestazioni pari a quasi 800.000 euro e un utile di 510.278 euro (circa 780.000 euro e 536.000 euro nel 2014). Nel 2020 fatturava 1.076.389,00 euro, e nel  2022 il fatturato si è ridotto a 712.088 euro.
Alla chiusura fiscale del dicembre 2016 la proprietà di Acqua Azzurra risultava così suddivisa: Universal Music Publishing Ricordi, che faceva capo alla Vivendi di Vincent Bollorè, era in possesso di una quota del 35% di Acqua Azzurra (rilevata dalla BMG, a sua volta succeduta alla RCA Italiana).Gli altri soci di Edizioni Musicali Acqua Azzurra erano: con il 56%, Aquilone srl, detenuta pariteticamente dalla vedova di Lucio Battisti, Grazia Letizia Veronese (che di Acqua Azzurra è presidente), e dal figlio Luca; il restante 9% apparteneva alla "L'Altra Metà srl", controllata all'89% da Mogol, al 10% da Alfredo Rapetti e all'1% da Carolina Rapetti.

### La liquidazione della società: 2017 -
La gestione del catalogo, soprattutto in relazione al rifiuto di concedere l'utilizzo delle canzoni come incise su disco in spot o come colonna sonora di film, ha configurato in senso conservativo l'andamento finanziario della società. Vi sono state in tal senso, oltre che per altri motivi, diversi divergenze, sfociate in numerose cause e contenziosi fra i soci, attivate fino a tempi recenti, e solo in parte risolti o definiti; nel luglio 2016 la sentenza di primo grado della causa promossa da Mogol contro la società e la vedova di Lucio Battisti, parzialmente accolta, è stata solo una delle fasi del confronto).  
Nel frattempo, al momento di rinnovare la società, la stessa Universal - nel consiglio di amministrazione del 10 gennaio 2017 - ha  «ha dichiarato di non essere favorevole» alla proroga della società in occasione dell'assemblea del 21 dicembre 2016, quando non è stata «raggiunta la maggioranza richiesta per l'adozione delle modifiche statutarie, necessaria per prorogare il termine della durata della società». Conseguentemente, la Acqua Azzurra è stata posta in liquidazione con decisione presa nelle assemblee del 9 e 14 marzo 2017. È stato stabilito di "porre in essere le attività ritenute utili e/o necessarie per il miglior realizzo dell'intero catalogo editoriale" con richiesta ai liquidatori di facilitare "la vendita in blocco” entro il 31 dicembre 2017, anche accorpando le canzoni più redditizie a quelle meno note o spendibili, evitando di svalutare il prezzo di realizzo del catalogo. A seguito della non approvazione del bilancio 2017, è stata bloccata un’asta del catalogo, ed i due liquidatori in carica si sono dimessi, portando al commissariamento della società, con la nomina da parte del tribunale di un commissario. 
Nel frattempo, a seguito della decisione del liquidatore della società di restituire a SIAE il mandato per l'utilizzo online dei brani, a partire dal 29 settembre 2019, il catalogo con gli album firmati da Battisti e Mogol è diventato  disponibile su tutte le principali piattaforme di streaming e di download digitale.

## Le principali canzoni pubblicate dalla Acqua Azzurra
| Anno | Titolo                           | Autori del testo | Autori della musica           | Principali esecutori    |
| ---- | -------------------------------- | ---------------- | ----------------------------- | ----------------------- |
| 1969 | Mamma mia                        | Mogol            | Lucio Battisti                | Camaleonti              |
| 1969 | Mi ritorni in mente              | Mogol            | Lucio Battisti                | Lucio Battisti          |
| 1969 | 7 e 40                           | Mogol            | Lucio Battisti                | Lucio Battisti          |
| 1969 | Questo folle sentimento          | Mogol            | Lucio Battisti                | Formula 3               |
| 1970 | Emozioni                         | Mogol            | Lucio Battisti                | Lucio Battisti          |
| 1970 | Fiori rosa fiori di pesco        | Mogol            | Lucio Battisti                | Lucio Battisti          |
| 1970 | Anna                             | Mogol            | Lucio Battisti                | Lucio Battisti          |
| 1970 | Io e te da soli                  | Mogol            | Lucio Battisti                | Mina                    |
| 1970 | Mary oh Mary                     | Mogol            | Lucio Battisti                | Bruno Lauzi             |
| 1970 | E penso a te                     | Mogol            | Lucio Battisti                | Bruno Lauzi             |
| 1970 | Per te                           | Mogol            | Lucio Battisti                | Patty Pravo             |
| 1970 | Io ritorno solo                  | Mogol            | Lucio Battisti                | Formula 3               |
| 1970 | Sole giallo sole nero            | Mogol            | Lucio Battisti                | Formula 3               |
| 1970 | Perché dovrei                    | Mogol            | Lucio Battisti                | Sara                    |
| 1970 | Dio mio no                       | Mogol            | Lucio Battisti                | Lucio Battisti          |
| 1971 | Amore caro amore bello           | Mogol            | Lucio Battisti                | Bruno Lauzi             |
| 1971 | L'aquila                         | Mogol            | Lucio Battisti                | Bruno Lauzi             |
| 1971 | Eppur mi son scordato di te      | Mogol            | Lucio Battisti                | Formula 3               |
| 1971 | Un papavero                      | Mogol            | Lucio Battisti                | Flora Fauna Cemento     |
| 1971 | La folle corsa                   | Mogol            | Carlo Donida e Lucio Battisti | Little Tony e Formula 3 |
| 1971 | La canzone del sole              | Mogol            | Lucio Battisti                | Lucio Battisti          |
| 1971 | La mente torna                   | Mogol            | Lucio Battisti                | Mina                    |
| 1971 | Una                              | Mogol            | Lucio Battisti                | Lucio Battisti          |
| 1971 | Pensieri e parole                | Mogol            | Lucio Battisti                | Lucio Battisti          |
| 1972 | Sognando e risognando            | Mogol            | Lucio Battisti                | Formula 3               |
| 1972 | Storia di un uomo e di una donna | Mogol            | Lucio Battisti                | Formula 3               |
| 1972 | Il mio canto libero              | Mogol            | Lucio Battisti                | Lucio Battisti          |